# Volume 3 (Nat King Cole)
Volume 3 è un box set dell'omonimo gruppo statunitense guidato dal pianista jazz Nat King Cole; era costituito da tre dischi a 78 giri in gommalacca e fu pubblicato dalla casa discografica Capitol Records nel dicembre del 1947. Venne ripubblicato negli anni successivi anche in formato a 7 pollici e come album a 10 pollici con due brani aggiuntivi.

## Tracce

### Disco 1
Lato A (10101)
1. Makin' Whoopee (Voce di King Cole) – 2:29 (testo: Gus Kahn – musica: Walter Donaldson) – Registrato il 7 agosto 1947 al "Radio Recorders" di Hollywood, California

Lato B (10101)
1. Too Marvelous for Words (Voce di King Cole) – 2:31 (testo: Johnny Mercer – musica: Richard A. Whiting) – Registrato l'8 agosto 1947 al "Radio Recorders" di Hollywood, California

### Disco 2
Lato A (10102)
1. I'll String Along with You (Voce di King Cole) – 3:11 (testo: Al Dubin – musica: Harry Warren) – Registrato l'8 agosto 1947 al "Radio Recorders" di Hollywood, California

Lato B (10102)
1. Honeysuckle Rose (Strumentale) – 2:37 (testo: Andy Razaf – musica: Thomas Waller) – Registrato il 2 luglio 1947 al "Radio Recorders" di Hollywood, California

### Disco 3
Lato A (10103)
1. This Is My Night To Dream (Voce di King Cole) – 2:22 (testo: Johnny Burke – musica: James V. Monaco) – Registrato il 7 agosto 1947 al "Radio Recorders" di Hollywood, California

Lato B (10103)
1. Rhumba Azul (Strumentale) – 2:32 (musica: Nat Cole) – Registrato il 6 agosto 1947 al "Radio Recorders" di Hollywood, California

### Edizione LP (Capitol Records, H 59)
Lato A
1. Makin' Whoopee (Voce di King Cole) – 2:29 (testo: Gus Kahn – musica: Walter Donaldson)
2. Too Marvelous for Words (Voce di King Cole) – 2:31 (testo: Johnny Mercer – musica: Richard A. Whiting)
3. This My Night to Dream (Voce di King Cole) – 2:22 (testo: Johnny Burke – musica: James V. Monaco)
4. Rhumba Azul (Strumentale) – 2:32 (musica: Nat Cole)

Lato B
1. I'll String Along with You (Voce di King Cole) – 3:11 (testo: Al Dubin – musica: Harry Warren)
2. Honeysuckle Rose (Strumentale) – 2:37 (testo: Andy Razaf – musica: Thomas Waller)
3. If I Had You (Voce di Nat "King" Cole) – 3:00 (Ted Shapiro, Reginald Connelly, Jimmy Campbell) – Registrato il 6 novembre 1947 al "RKO Pathé Studios" di New York City, New York
4. I've Got a Way with Women (Voce di Nat "King" Cole) – 2:43 (Roy Alfred, Abner Silver, Fred Wise) – Registrato il 24 novembre 1947 al "RKO Pathé Studios" di New York City, New York

## Musicisti
In tutti i brani, eccetto: If I Had You' e I've Got a Way with Women
- Nat King Cole – voce, pianoforte
- Oscar Moore – chitarra
- Johnny Miller – contrabbasso

If I Had You e I've Got a Way with Women
- Nat King Cole – canto, pianoforte
- Irving Ashby – chitarra
- Johnny Miller – contrabbasso [3]